# マルチウォーカー (バンプレストオリジナル)
マルチウォーカーとは『スーパーロボット大戦GC』（以下『GC』）および『スーパーロボット大戦XO』（以下『XO』）、『スーパーロボット大戦OG ムーン・デュエラーズ』（以下『OGMD』）に登場するリアルロボットおよびスーパーロボットである。略称はMW。

## 概要
ガディソードにて使用される機動兵器。地球の最上重工でも、ガディソードから脱出したフェアリが提供したC.U.B.E.エンジン（『XO』ではX.E.N.O.N.ドライブ）実験搭載機であるソウルランサーのデータや、試作型のC.U.B.E.エンジンを用いて、高機動戦重視のソウルガンナー、特機型のソウルセイバーを開発している。
なお、『GC』の製作には『サンライズ英雄譚』、『機甲武装Gブレイカー』を製作したサンライズインタラクティブが協力しているため、両者のオリジナルロボットはデザインやBGMが非常に似ている。主人公の「アカツキ」という姓やロボットの「マルチウォーカー」という名称も同じだが設定に繋がりは無い。『OGシリーズ』では、それらの酷似した機体（ソウルセイバー / スーパーソウルセイバー、アラウンザー以外の全機体）は登場しないと明言されており、マイティウォーカーと名称も変更されている。
デザインは『GC』『XO』に登場した機体は大河原邦男が、『OGMD』で新登場した機体のうち、レオニシスの系列機とギャノニアの系列機は太田大河が担当している。

## 人物
名義、担当声優は『GC』『XO』 / 『OGシリーズ』の順に表記。相違しない場合は省略。

### 最上重工 / モガミ重工
日本地区東京都内にある重機メーカー。社長は赤月瑞雲。彼の経営手腕は一流で、一代で名も無き会社から日本有数の企業に押し上げた技術力は計り知れない。とある事件に巻き込まれ、マルチウォーカー開発に着手して以来、本来の業務は疎かになってきている。フェアリからもたらされた実験機のデータ（『OGシリーズ』でいうところのEOT）のみで一から機体を組み上げた技術力は相当なものであることが窺える。
『OGシリーズ』では本社を札幌近郊に置き、日本海側の海上にプラントを有している。量産型特機の需要があると睨み、マイティウォーカーを開発した。本社の実験場はかつてコンパチカイザーが落着した場所であり、それ以来浅草のアズマ研究所とは縁があり、浅草地下にBFベースを建設するなどの協力体制にある。
赤月 秋水（あかつき あきみ） / アキミ・アカツキ
声：高橋直純 / 宮坂俊蔵
高校1年生の16歳。男性。最上重工の御曹司で同社の試作型ロボットのパイロットをしていたが、戦争に巻き込まれる。
光珠と比べて父瑞雲に対する反発はかなり強い。自由を愛するが、周囲に迷惑をかけるような自由は本当の自由ではないこともわかっている。学費のために渋々父親の言うことを聞いているが、将来はスペースプレーンで宇宙を自由に飛び回るという夢を持つ。
『OGシリーズ』ではアケミの双子の弟となっている。
専用BGMは『CHARGE THE SOUL OF FIGHTERS』（前半主人公機）、『SPLENDID STAR』（後半主人公機）、『CHANCE OF VICTORY』（スーパー系主人公機必殺技）、『REAL ABIRITY』（リアル系主人公機必殺技）。
赤月 光珠（あかつき あきみ） / アケミ・アカツキ
声：鈴木麗子
高校1年生の16歳。女性。最上重工の社長令嬢で同社の試作型ロボットのパイロットをしていたが、戦争に巻き込まれる。
秋水と比べて父瑞雲に対する反発はあまり無い。天然な性格で、眠くなると「ふにゃふにゃ」と寝言を言ったり、ことあるごとに「ぷ〜」とふくれたりもする。自分の機体にはスマートな雰囲気を求めているが（グラマーなロボットを見るたびに自分の機体もグラマーに改造しようと提案する）、追加パーツで力強くなった機体のイメージが自分にまでつかないかと心配している。
『GC』では名前が男主人公と同じ「赤月秋水」だったが、『XO』で変更された（読み方は同じ）。
『OGシリーズ』ではアキミの双子の姉となっている。
専用BGMは『CHARGE THE SOUL OF FIGHTERS』（前半主人公機）、『SPLENDID STAR』（後半主人公機）、『CHANCE OF VICTORY』（スーパー系主人公機必殺技）、『REAL ABIRITY』（リアル系主人公機必殺技）。
赤月 瑞雲（あかつき ずいうん） / ズイウン・アカツキ
秋水（光珠）の父親で最上重工社長。45歳。我が侭な性格で自分が正しいと思えば強引に押し通すところから特に秋水の反感を買っているが、それもすべて瑞雲自身の人一倍強く篤い正義感から来ている。
『OGシリーズ』では逆で、マイティウォーカーのテストパイロットを子供たちが勤めていることに反対しているなど、常識的な父親となっている。
川西 陣風（かわにし じんぷう） / ジンプウ・カワニシ
最上重工エンジニア。男性。58歳。瑞雲とは年が離れていながら親友の間柄。説教が好きなものの皆に好かれている。
フェアリ・ファイアフライ / フェアリ・クリビア
声：かかずゆみ
女性。25歳。最上重工の社長秘書兼ロボットエンジニアで、秋水のお目付け役として主人公機のサブパイロットも勤める。秘書として非の打ちところの無い人間だが、真面目すぎて融通が利かない一面を持つ。主人公が幼い頃からその面倒を看ており、いろいろと秘密を握っているため主人公は彼女に頭が上がらない。
その正体は数年前地球に漂流したガディソード側の異星人で、C.U.B.E.（X.E.N.O.N.）に関する研究を行っていたが、ヘルルーガがそれを悪用しようとしたため、ヴォートの手引きで、ソウルランサーと試作型のC.U.B.E.エンジン（X.E.N.O.N.ドライブ）を奪い脱走。地球に辿り着き、秋水の父・赤月瑞雲と瑞雲の親友・川西陣風に救助されて、そのまま瑞雲達に協力することとなった。
『OGシリーズ』ではセカンドネームが「クリビア」に変更された。アリアードとジーベ・ドライブを奪いガディソードから脱走、墜落事故によって伊豆基地に救助される。この時の事故で一時意識不明となり「眠り姫」と呼ばれ、後に意識を回復するも記憶喪失となる。ガディソードからの身元引き渡しを要求されたことを受け、モガミ重工の社員として匿うことになった。

### ガディソード
スーパーロボット大戦GC / XO
もともとは外宇宙の小国（星）であった。ガディソード星には太古から恵みをもたらすエネルギー源としてC.U.B.E.（『XO』ではX.E.N.O.N.）が伝わっていたが、そのエネルギーを軍事研究していた基地がザール星間帝国に襲撃されC.U.B.Eが暴走、本星は消滅してしまう。以降はC.U.B.E.を研究していた科学者ヘルルーガ・イズベルガにより生き残りが纏め上げられ、「七色の宇宙」と呼ばれる異次元に建設した居住区に移り住む（居住区を取り囲む強力な宇宙嵐とほぼ全自動化している前衛要塞イズベルガが防衛の要となっている）。以降はムゲ・ゾルバドス帝国、ジャーク帝国と「異次元同盟」を組み、ガディソード再興のため各地で暗躍することとなる（『OGMD』ではゴライクンルと結託）。主な運用兵器はCISエンジンを使用した「CISバリエーション」と呼ばれる機動兵器である。
スーパーロボット大戦OG ムーン・デュエラーズ
OGシリーズの世界の「こちら側」やシャドウミラーがいた「向こう側」とは関係ない別の並行世界の住民だったが、クロスゲートの影響によってガディソードの民を乗せた要塞「ラブルパイラ」がこちら側へ転移してしまう。当初はマルム頭領長率いる穏健派が主導になって地球への難民申請を交渉していたが、ヘルルーガが率いる強硬派によってゴライクンルと結託、地球との戦端が開かれる。最終的にはヘルルーガが鋼龍戦隊に倒され、ガディソードとの平和への道筋が開かれようとした瞬間、フューリーの要塞ガウ＝ラ・フューリアが出現してラブルパイラを破壊。ガディソード人はフェアリ、ジーク、サリーの3人を残して絶滅した。
ジーク・アルトリート
声：中井和哉
ガディソード親衛隊の一人。男性。フェアリの顔馴染みでロボット操縦の腕はレジアーネも一目おくほどの腕前、大雑把ながら聡明である。光珠との出会いで彼女と惹かれ合い、サリー同様ガディソードを抜けて赤月たちと一緒に戦う。
サリー・エーミル
声：貝原怜奈
ガディソード親衛隊の一人で、ジーク・アルトリートとは兄妹同然の間柄。本来は心優しい性格だが、ガディソードの復興のために戦う。しかし、秋水との出会いや関わりを経て、次第に自分のやっていることに疑問を抱き、最終的にはガディソードを抜けて赤月に付く。
ヴォート・ニコラウス
声：黒田崇矢
ガディソード親衛隊の一人でフェアリの恋人。ヘルルーガの陰謀を知ってフェアリをガディソードから逃がすが、自身は捕まり、洗脳を施されてフェアリ達の前に立ち塞がる。
『OGMD』では洗脳されておらず、自らの意思でヘルルーガに加担しているが、ヘルルーガとレジアーネには信頼されていない。
ビルゴー・ベルチャー
声：新井良平
『OGMD』で初登場。「ラットマ」と呼ばれる少数民族の出身で、ヘルルーガとレジアーネを崇拝する一方、多数民族である「アネクス」出身のヴォートたちのことを快く思っていない。
レジアーネ・ヨゼフィーヌ
声：高乃麗
ガディソード親衛隊女隊長。普段は冷静に振る舞っているが根はサディストで、戦闘になると相手をいたぶる戦い方を好む。シャピロと気が合い、ルーナ・ロッサの代理のような出番もあった。その性格になったのはガディソードで生きて行くためだったという理由があるが、改善の余地はない。『OGMD』では、苛烈な振る舞いはそのままながらも分別のある性格に変更されている。ビルゴーに対しては辛らつな言葉を多くぶつけるが、これはレジアーネに罵られることに快感を覚えるという彼の性癖を知ってるが故である。
ヘルルーガ・イズベルガ
声：青野武 / 辻親八
科学者でガディソード首領。男性。消滅したガディソード本星の生き残りを纏め上げ、ガディソードの指導者になる。自らの目的のため他者どころか母星を踏み躙ることも厭わない利己主義な男で、ガディソード本星の消滅も、ヘルルーガ自身が仕組んだことであった（『OGMD』では、逆にルイーナによる被害を抑えようと奔走していた）。C.U.B.E.（『XO』ではX.E.N.O.N、『OGMD』ではジーベ・ドライブに名称が変更されている）の力を得て宇宙の王になろうとしている。
マルム・クイスード
『OGMD』で初登場。ガディソードの生き残りを束ねる頭領長。

### 民間人
椎名 奈穂子
秋水（光珠）の中学時代からの友人。『XO』での追加キャラクター。控えめで人見知りする性格。
裕太
秋水の友人。『XO』での追加キャラクター。光珠を主人公に選ぶと登場しない。秋水を主人公にした場合、下記の井沢麻里の役割を担う。
井沢 麻里
光珠の友人で、クラスの学級委員長。『XO』での追加キャラクター。秋水を主人公に選ぶと登場しない。文武両道で行動力もあり、曲がったことが大嫌い。由緒ある旧家の生まれ。光珠のアバウトな性格にあたることもあるが、その自然体な姿に憧れてもいる。

## 採用技術

### C.U.B.E.（キューブ）
ガディソードが発見した未知のエネルギー物質。より高次元の空間よりエネルギーを無限に供給するホワイトホール的なものと考えられている。ガディソードの研究者であるフェアリは、この物質の研究を行っていたが、ヘルルーガやヴォートはこの物質のエネルギーを兵器に転用する事を考え、C.U.B.E.エンジン、C.U.B.E.搭載機の設計を行った。のちにこの技術の応用で物体を複製できることが判明し、ガディソードはその効果を利用して機動兵器およびパイロットを複製・量産した（主にギルガザムネ、ジャークライジンオー、アプシン等）。『XO』では名称がX.E.N.O.N.（ゼノン）に変更。

### C.U.B.E.（キューブ）エンジン
エネルギー物質「C.U.B.E.」で稼動するエンジン。CISバリエーションの先行試作機であるソウルランサーに実験的に搭載された。他にも実験的に同系のエンジンが幾つか製作されていたが、これらの内の一つは、フェアリがC.U.B.E.エンジン実験搭載機のソウルランサーでガディソードを脱出する際に持ち出し、後に最上重工で開発された特機型マルチ・ウォーカー、ソウルセイバーに搭載されている。『XO』では名称がX.E.N.O.N.ドライブに変更された。

### ジーベ・ドライブ
『OGMD』に登場したヘルルーガが開発したクロスゲートから放出されるエネルギーを吸収、変換する動力炉。

## 最上重工製

### ソウルガンナー
リアル系前期主人公機。開発途上のソウルランサーを元に、最上重工が開発した副座式の制空戦闘用MW。主動力にC.U.B.E.エンジンではなくCISエンジンを採用している。元々は可変機構を持った機体として設計されていたものの、オミットされている。高い機動性・運動性を誇り飛行可能なため汎用性は高いが、武装のエネルギー消費が多いのが難点。
武装
リストバルカン
腕部に固定装備されているバルカン。近接戦闘における牽制用。
クラウドサーベル
格闘戦用のビーム剣。2基が装備されている。
溜め込んだ余剰エネルギーを放出する機能も備えており、これを利用したのが「ファルコンアタック」である。
ストームライフル
メイン武装となるエネルギーライフル。エネルギー消費型であり、砲身外部のユニットを展開し砲身冷却を行う。連射性能は高いがエネルギー消費量が多い。
必殺技
ファルコンアタック
最大出力で突撃して行う連続攻撃。
ストームライフルを最大出力で連射したのち放り捨て、クラウドサーベルを合体させ溜め込んだエネルギーを放出し巨大なエネルギーの槍を形成、突撃して突き刺し離脱する。

#### ソウルガンナー・ストーム
『XO』で追加されたソウルガンナーの射撃重視形態。

### ソウルランサー
リアル系後期主人公機。ソウルガンナーのプロトタイプで、フェアリがガディソードから持ち出した機体。本来はガディソードの主力機であるCISバリエーションの先行機で開発途上だったが、ソウルガンナーのデータをフィードバックすることで完成した。C.U.B.E.エンジン（X.E.N.O.N.ドライブ）を搭載し、高機動と高火力を実現した突撃・強襲用MW。F（フライト）形態に変形可能。

#### ソウルランサー・バースト
『XO』で追加されたソウルランサーの射撃重視形態。

### ソウルセイバー
GC/XO……スーパー系前期主人公機。フェアリがガディソードから持ち出した開発途上のC.U.B.E.（X.E.N.O.N）エンジンを搭載し、最上重工が開発した副座式の大型MW。元々ソウルセイバーは巨大な出力を制御するため2機の機体が変形・合体する予定だったが、最上重工の技術では実現できず、妥協案として「ブロックパーツ構想」を採用。これは上半身・下半身のパーツを入れ替えることによって格闘戦・砲撃戦に両対応することが狙いだったが、結果として開発効率も向上した。動力源であるC.U.B.E.（X.E.N.O.N）エンジンに不明な点が多かったため、あえてリミッターがかけられており本来の性能は引き出せていない。なお、頭部は小型戦闘機「ヘッドセイバー」となっており脱出艇の役割も兼ねている。
OGシリーズ……量産を前提してモガミ重工が開発した特機型マイティウォーカー。この段階では通常動力で駆動している。メインパイロットは形態ごとに変更しており、近接高機動形態のFFはアキミ、遠距離重装甲形態のGGはアケミがメインを担当する。劇中で活躍するのは連邦軍に納入予定の1号機であり、2号機は1号機の引き渡し後に引き続きアカツキ姉弟が搭乗して各種試験を行う予定だったが、戦乱のゴタゴタで未稼働状態のままである。名付け親はアキミ。

#### スーパーソウルセイバー
GC/XO……スーパー系後期主人公機。ソウルセイバーにセイバーブースターを装着したことでC.U.B.E.エンジン（X.E.N.O.N.ドライブ）の性能をフルに引き出せるようになった。なお、セイバーブースターはヘッドセイバー単体と合体することも可能（ヘッドセイバーブースター）。
OGシリーズ……フェアリがヘルルーガから奪ったアリアードのジーベ・ドライブを、モガミ重工が開発したセイバーブースターに移植して、ソウルセイバーに装着させた機体。

## ガディソード製
ガディソードで使用されているマルチウォーカーはCISエンジンを搭載して運用されることから、「CISバリエーション」と呼ばれることが多い。ソウルランサーは、このCISバリエーションの先行試作機に当たる。現在のガディソードで使用されているCISバリエーションは、かなりの大型となっている。

### クラウドハーケン
ジーク専用機。F（フライト）形態に変形可能。クロイツ・ヴァールハイトと行動を共にすることが多い。

### クロイツ・ヴァールハイト
サリー専用機。本来は長距離攻撃を得意とする機体だが、近接戦闘もこなせる。試験的に次元ゲート開放装置が搭載されている。

### ガーディアル・ブラッド
レジアーネ専用機。攻撃力と機動力を両立させた機体で、ショルダーキャノンは発射方法を切り替えることができる。普段はリミッターをかけており、リミッターが解除されたときの性能は凄まじいものを誇る。

### オーダイ
ヴォート専用機。携行武器は大鎌（デスエッジ）のみだが、それを媒介に多彩な攻撃を繰り出す。
両肩にそれぞれCISエンジンを搭載しており、機体出力が高い。パイロットを「生体ユニット」として扱い、必要に応じて生体ユニットからエネルギーを抽出しつつ戦うため、高い継戦能力を持つ。

### アラウンザー
ヘルルーガ専用機。C.U.B.E.（X.E.N.O.N.）そのものを動力源として組み込んでいるので、MWの中では一番巨大な機体となった。主な武装はC.U.B.E.の絶大な出力を利用した「エネルギーボール」と背面部からおびただしい量のミサイルを発射する「ミサイル・ボルケーノ」。前者は上空に打ち上げた後広範囲に拡散させることも出来る（アラウンザー・インフェルノ）。この機体には複製機体を作り出す複製プラントの技術が応用されており、大小に関わらず損傷を回復させることが出来る。
『XO』では、ある程度ダメージを与えると追い詰められたヘルルーガが最終兵器を放とうとするため、一定ターン毎に主人公機を隣接させないと強制ゲームオーバーになるイベントが追加されている。
『OGMD』では、「アラウンザー “フロラーガ”」名義で登場。「エネルギーボール」が「ソルーション・ボール」と名称が変更され、必殺技として「ゲート・デバステイター」が追加された。

### レオニシス
ヘルルーガが開発した人型機動兵器。

### ギャノニア
ヘルルーガが開発した広域攻撃用機動兵器「アラウンザーシリーズ」の一種とした開発された量産機だが、ラブルパイラが太陽系へ転移したため、広域攻撃用兵装は搭載できなかった。

#### ギャノニア・オーガ
ギャノニアをヴォート用にカスタムされた機体。

#### ギャノニア・ブラガ
ギャノニアをレジアーネ用にカスタムされた機体。

### クビット
ガディソードの主力量産機で、生産コストが低く、整備性も優れている。

### ガスブラ
ヘルルーガがクビットの欠点である格闘戦を補うために開発した量産機。